# جون شيبويا
جون شيبويا (باليابانية: 渋谷潤) هو متزلج قفز ياباني، ولد في القرن العشرين.

## وصلات خارجية
- جون شيبويا على موقع الاتحاد الدولي للتزلج (القفز التزلجي) (الإنجليزية)